# یاد
یاد فیلمی به کارگردانی و نویسندگی عباس شیخ بابایی ساختهٔ سال ۱۳۶۲ است.

## بازیگران
- مهدی چایانی
- احمد طالبی نژاد
- سعید سعادت
- صادق عاشورپور
- علی شیعه
- اصغر هندی
- ابراهیم نوچی
- محمد کشتی ارا
- کیومرث محمودی
- اسماعیل عمید
- حسن ترابیان
- صفر عرب نژاد
- حسین ملکی
- پرویز فرهان پور
- خداکرم دهقان
- مجید جاسوسیان
- پرویز کیانی
- محمد رزاقی
- ناهید سفیدابیان
- فاطمه عبیری
- نسرین عابدی
- مینا ذغالی
- آرش ترابیان
- وحید چایانی